# Gerundio
Il gerundio è un modo indefinito (o forma nominale del verbo) della lingua italiana utilizzato per indicare un processo considerato nei suoi riferimenti ad un secondo avvenimento:
- Preferisco non parlare mangiando nello stesso momento.

Le sue caratteristiche precise sono comunque variabili ed emergono solo nel contesto dell'intero enunciato. Sono paragonabili, con qualche differenza, nelle varie lingue romanze, che però si distinguono chiaramente, nell'uso di queste forme, dalla lingua latina.
Questo modo ha due tempi: il presente (mangiando) e il passato (avendo mangiato), chiamasi anche gerundio semplice e gerundio composto. Il gerundio italiano mostra un uso sempre più frequente nella costruzione della cosiddetta perifrasi progressiva introdotta dal verbo stare (sto scrivendo).

## Il gerundio presente
Si tratta senza dubbio della forma più importante, ed esprime una sorta di contemporaneità.
Le desinenze del modo infinito vengono sostituite da quelle previste in grammatica (-ando, -endo). A differenza di forme come quelle dell'indicativo o del congiuntivo, il gerundio non è coniugabile a seconda della persona.
| Coniugazione      | 1ª -are es. cantare | 2ª -ere es. tenere | 3ª -ire es. aggredire |
| Gerundio presente | -ando (cantando)    | -endo (tenendo)    | -endo (aggredendo)    |

La formazione è generalmente regolare. Fanno eccezione i verbi con radice abbreviata. Ad esempio, fare, dire, bere, condurre e trarre danno rispettivamente facendo, dicendo, bevendo, conducendo, traendo (vedi imperfetto indicativo).
I pronomi clitici vengono posposti: Finisco di cucinare il pollo mettendolo nel forno; hai pensato di risolvere il problema non pensandoci più?

## Usi del gerundio nella frase secondaria
Il gerundio si usa molto spesso nelle proposizioni subordinate (frasi secondarie), dove può assumere funzioni più specifiche. Si consideri il prossimo esempio:
- Abbiamo incontrato Lina ritornando a casa.

L'enunciato sostituisce quello che si otterrebbe formando un periodo con un'intera subordinata:
- Abbiamo incontrato Lina mentre/quando ritornavamo a casa.

In questi casi il gerundio può avere diverse funzioni.
1) La più frequente è quella temporale come è stata proposta nell'esempio (Abbiamo incontrato Lina mentre/quando ritornavamo a casa).
2) Molto comune è anche l'uso del gerundio con funzione ipotetica:
- Continuando a spendere i soldi in questo modo, resterai senza un centesimo. (Significa 'se continuerai....').

Il gerundio viene utilizzato nella protasi, tanto nel periodo ipotetico della realtà, dove assume le veci delle forme coniugate dell'indicativo, sia in quello dell'irrealtà, in cui sostituisce le forme del congiuntivo. Infatti, dire
- Avendo la possibilità di rinascere, preferirei non farlo

equivale a dire
- Se avessi la possibilità di rinascere, preferirei non farlo

3) Si ricorda inoltre la funzione causale:
- Non avendo denaro, non sono potuto andare al concerto. (Significa 'siccome non avevo....').

4) Il gerundio conosce una funzione concessiva in combinazione con la particella pur:
- Pur risparmiando in continuazione, Claudio non ha un centesimo. (Significa 'anche se risparmia....').

L'uso è strettamente correlato a quello causale.
5) Esiste anche una funzione modale:
- Facciamo dei buchi nella parete usando il trapano.

Il gerundio indica nell'esempio la maniera in cui viene svolto il processo indicato dalla frase principale.
Non sempre le cinque funzioni illustrate sono chiaramente distinguibili l'una dall'altra, né l'enumerazione di questi usi deve essere necessariamente completa: per esempio, Serianni prevede i concetti di gerundio coordinativo ed appositivo.
Il vantaggio delle costruzioni esposte (subordinazione implicita) consiste nella semplificazione dell'enunciato, dato che il verbo della secondaria non va più coniugato. Il tempo e la persona a cui si riferisce la frase secondaria sono in genere deducibili nel contesto dell'intero enunciato (come mostra il periodo riprodotto nell'esempio):
- noi abbiamo visto il famoso pilota di Formula 1 uscendo dalla macchina.

Nonostante la semplicità della forma del gerundio, l'enunciato consente una sola interpretazione: è infatti chiaro che uscendo può riferirsi ad un solo soggetto (noi) ed indica un tempo passato (passato prossimo abbiamo visto). Entrambi gli elementi mancano nella frase secondaria, ma sono recuperabili nella principale. In genere, il soggetto del verbo al gerundio coincide infatti con quello della frase principale. La concordanza dei soggetti tra frase principale e subordinata non è una regola tassativa, ma una linea di tendenza molto chiara, la cui maggior eccezione è probabilmente il gerundio assoluto.
Per quanto riguarda l'apprendimento della differenza tra gerundio presente e participio presente: in linea di massima si può asserire che mentre il gerundio presente sostituisce generalmente una frase subordinata introdotta dalle congiunzioni quando, mentre, se, e anche se, il participio presente sostituisce una frase subordinata introdotta da un pronome relativo (che):
- Abbiamo ascoltato il disco volando

equivale dunque a noi abbiamo ascoltato un disco mentre volavamo. Al contrario,
- Abbiamo visto un disco volante

significa invece abbiamo visto un disco che volava (proposizione relativa), dove il verbo volare si riferisce al sostantivo vicino.

## Il gerundio e la perifrasi progressiva
Le forme del gerundio, combinate alle voci del verbo stare della principale, si sono specializzate in un determinato uso, quello della cosiddetta perifrasi progressiva:
- Stiamo andando a fare la spesa.

Questa costruzione indica un processo in corso focalizzato esattamente in un determinato momento (aspetto progressivo).

## Il gerundio nella formazione di parole
Sporadicamente, il gerundio è coinvolto nella formazione di parole. Si tratta in genere di termini che indicano un processo in atto contemporaneamente ad un altro. Ad esempio, nel linguaggio della musica si avranno tecnicismi come il crescendo o il diminuendo, che indicano processi da svolgere progressivamente e contemporaneamente all'esecuzione di un pezzo musicale.
Derivano invece dal gerundivo latino alcune parole italiane con significato di un'azione che dovrà essere compiuta. Si tratta di parole come:
- Agenda ('cose che devono essere fatte', dal verbo agire)
- Amanda (nome proprio) ('colei che dev'essere amata')
- Faccenda (da facienda 'cose che devono essere fatte/svolte')
- Laureandi ('coloro che devono laurearsi')
- Mutanda ('cosa che dev'essere cambiata')

## Il gerundio passato
La forma composta del gerundio indica una sorta di anteriorità temporale o aspetto compiuto rispetto al momento indicato nella frase principale. In accordo alla formazione di tutti i tempi composti come il passato prossimo, si forma con i verbi ausiliari coniugati al gerundio presente, cui segue il participio passato del verbo in questione.
| Ausiliare verbo            | avere es. prendere | essere es. andare                 |
| Forma del gerundio passato | Avendo preso       | Essendo andato/a Essendo andati/e |

I pronomi clitici vengono posposti all'ausiliare: Non essendomi reso conto del pericolo, ho continuato. Avendogli detto e ripetuto sempre la stessa cosa, smise di spiegare. Essendosene andata, non era al corrente del problema.
Le funzioni principali che ricorrono nelle frasi subordinate sono analoghe a quelle esposte nel paragrafo precedente (si incontrano soprattutto usi causali e concessivi):
- Avendo studiato, ho ottenuto un buon risultato agli esami
- Pur avendo studiato, non ho ottenuto un buon risultato agli esami.

La forma del passato si adatta male alla funzione modale e non è compatibile con la perifrasi progressiva.

## Storia
Il gerundio latino, le cui forme sono simili a quelle dell'italiano, è una sorta di infinito sostantivato. Dato che le forme dell'infinito non esistono che al nominativo, le forme mancanti vengono sostituite negli altri casi, da quelle del gerundio, che esiste quindi al genitivo, al dativo, all'accusativo ed all'ablativo.
- Esempi: genitivo: laudandi; dativo: laudando; accusativo: (ad) laudandum; ablativo: laudando.

È quindi solo nel contesto della frase che si capisce la funzione della forma verbale:
- Facultas evadendi: → La facoltà di fuggire.
- Ad agendum → Per agire.

Esisteva inoltre in latino il gerundivo, un aggettivo verbale:
- Liber legendus est → Il libro è da leggere / va letto

Le forme all'ablativo sono state ereditate dalle lingue romanze che nel caso ideale lo utilizzano per la costruzione di proposizioni subordinate come preferisco non parlare mangiando nello stesso momento.
Lo studioso Weinrich ha osservato, durante lo studio di testi letterari, un regresso dell'uso del gerundio italiano, che nella frase secondaria è sempre stato un veicolo grammaticale piuttosto efficace per la descrizione dello sfondo di una narrazione. Nei testi medievali come quelli di Boccaccio, la subordinazione implicita (del tipo preferisco/preferivo non parlare mangiando) costituisce una soluzione assai frequente:
 (Boccaccio, Decameron, Quinta giornata, Andreuccio da Perugia.) 
La lingua moderna tende a rinunciare spesso a questa soluzione, rinunciando quindi al gerundio
- preferisco non parlare mentre mangio
- preferivo non parlare mentre mangiavo,

e a tutto vantaggio dell'uso di forme coniugabili come il presente e l'imperfetto.
È invece in espansione, sempre a proposito di gerundio presente, l'uso dalla perifrasi progressiva (sto mangiando).

## Il gerundio in alcune lingue

### Inglese
Nella lingua inglese, il gerundio (gerund) si ottiene aggiungendo la terminazione -ing all'infinito. La sua funzione è quella di indicare un sostantivo a partire da un verbo:
- Swimming is fun → Il nuoto/nuotare è un divertimento
- Reading can be difficult → La lettura/leggere può essere difficile
- Writing this article is easy → Scrivere/la scrittura di questo articolo è facile.

Il gerund inglese tende a confondersi con il participio presente, che ha le stesse forme, ma che si usa come verbo, per esempio costruendo la perifrasi progressiva:
- We are reading → Stiamo leggendo.

### Catalano
In catalano, il gerundio è usato similmente a quello italiano per la perifrasi progressiva col verbo estar e col verbo anar:
- Estan dormint
- Stanno dormendo
- Va avançant
- Va avanzando

Come il gerundio italiano, è usato anche per esprimere contemporaneità rispetto all'azione indicata nella frase principale (la costruzione si può dire con tot o bo i davanti al gerundio):
- Cuinam cantant o Cuinam tot cantant o Cuinam bo i cantant
- Cuciniamo cantando

### Spagnolo
Molto più simile a quello italiano è il gerundio spagnolo, usato similmente a quello italiano per la perifrasi progressiva col verbo estar:
- Juan está escribiendo
- Juan sta scrivendo

Come il gerundio italiano, è usato anche per esprimere contemporaneità rispetto all'azione indicata nella frase principale:
- Cocinamos cantando
- Cuciniamo cantando

Ma il gerundio spagnolo può esprimere posteriorità:
- Cayó, rompiéndose el brazo
- È caduto e si è rotto il braccio

Oppure esprime anche l'anteriorità temporale grazie alla forma del gerundio composto. La desinenza della prima coniugazione è -ando: da cantar si ottiene dunque cantando. Per la seconda e la terza coniugazione abbiamo invece –iendo: hacer, haciendo (facendo); dormir, durmiendo (dormendo). Abbastanza tipicamente spagnola è la costruzione seguir + gerundio:
- seguir haciendo

viene infatti reso in italiano con continuare a fare.

### Francese
Il gerundio francese, gérondif, si ottiene combinando la preposizione en alle forme del participio presente. Le forme verbali terminano dunque in -ant; retourner: en retournant; dormir: en dormant. A differenza di quello italiano, l'uso del gerundio francese vuole in ogni caso l'identità di tempo e soggetto tra la frase principale e quella subordinata.
- J'ai trouvé cette fleur en revenant du voyage
- Ho trovato questo fiore ritornando dal viaggio
- Mon frère parle en dormant
- Mio fratello parla dormendo
- J'adore chanter en faisant la cuisine
- Adoro cantare cucinando.

La preposizione en non va confusa con il pronome partitivo en, che corrisponde a ne in italiano e che in alcuni casi può provocare una ripetizione:
- Le chocolat a beaucoup de calories et tu as pris du poids en en mangeant trop
- Il cioccolato ha molte calorie e tu sei ingrassato mangiandone troppo.

La particella pur della proposizione concessiva va resa con tout:
- Tu peux maigrir tout en mangeant
- Pur mangiando, puoi dimagrire.

La perifrasi progressiva nella forma conosciuta allo spagnolo e all'italiano manca. Viene invece ottenuta con l'ausilio del verbo essere, usato per il costrutto être en train de + infinito:
- Je suis en train de travailler
- Sto lavorando.

L'anteriorità rispetto al momento indicato dalla principale è indicata da una forma composta del participio francese simile a quella del gerundio italiano.

### Lingue slave
Anche in alcune lingue slave (ad esempio in ceco, polacco e russo) sono presenti forme verbali affini al gerundio, chiamate rispettivamente přechodník, imiesłowy przysłówkowe e deepričastie.
In tutti i casi citati si registra l'esistenza sia di una forma presente (es. in ceco přechodník přítomný) sia di una passata (es. in ceco přechodník minulý).